# Aprusia strenuus
Espèce
Aprusia strenuus est une espèce d'araignées aranéomorphes de la famille des Oonopidae.

## Distribution
Cette espèce est endémique du Sri Lanka.

## Description
L'immature syntype décrit par Grismado, Deeleman et Baehr en 2011 mesure 1,88 mm.

## Publication originale
- Simon, 1893 : Histoire naturelle des araignées. Paris, vol. 1, p. 257-488 (texte intégral).